# Friedrich August Trenkler

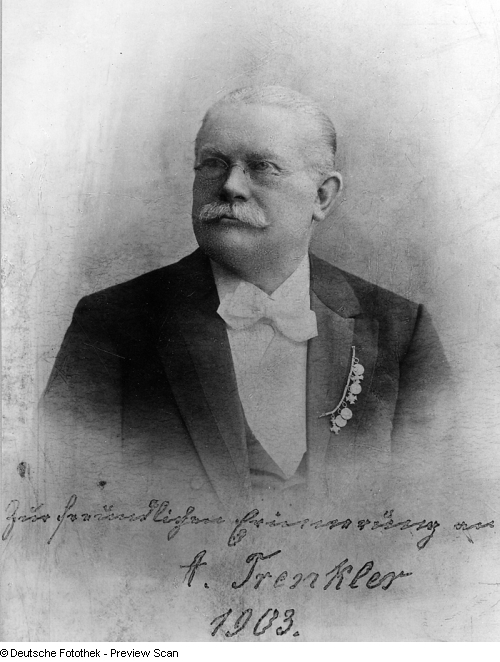
Friedrich August Trenkler in 1903

Friedrich August Trenkler (Dresden-Loschwitz, 6 september 1836 – Radebeul, 1 augustus 1910) was een Duits componist en een koninklijk muziekdirecteur (dirigent).

## Levensloop
Na zijn muziekstudies was hij lid van verschillende korpsen in het leger van de koning van Saksen. Van 1867 tot 1889 was hij dirigent van het muziekkorps van het 2. Königlich Sächsisches Grenadier-Regiment Nr. 101 in Dresden. Met dit orkest was hij in 1873 op een wedstrijd voor militaire kapellen in Nederland. In 1879 werd hij benoemd tot Königlich Sächsischer Musikdirektor. Van 1890 tot 1903 was hij dirigent en artistiek directeur van de Dresdener Philharmonie. Later was hij ook dirigent van het zogenoemde Gewerbehausorchester in Dresden.
Als componist schreef hij meer dan 180 werken voor harmonieorkest. Zijn marsen werden vooral in Saksen bekend, maar worden ook in andere deelstaten gespeeld. De Wettiner Jubiläumsmarsch was de parademars te voet van het 1e koninklijke veld-artillerie-regiment nr. 12 van Saksen in Dresden en van het 4e artillerie-regiment van de Reichswehr' (tot 1918) en van de Wehrmacht (tot 1945) in Dresden.

## Compositie

### Werken voor harmonieorkest
- 1871 Versailler Festmarsch zum 18.1.1871, AM II, 206, op. 106[1]
- 1889 Wettiner Jubiläumsmarsch, HM III, A, 66. (voor het 600jarig jubileum van de gemeente Wettin gecomponeerd)
- Oberst Freiherr von-Hodenberg-Marsch, op. 132

## Media
1. ↑  Lockmarsch en Versailler Festmarsch zum 18.1.1871, AM II, 206, op. 106. Gearchiveerd op 17 juli 2021.

- CiNii: DA15045363
- Gemeinsame Normdatei: 1067450297
- Virtual International Authority File: 314867113